# Helena Resano
María Helena Resano Lizaldre (Pamplona, Navarra; 9 de febrero de 1974), más conocida como Helena Resano, es una periodista licenciada en Comunicación Audiovisual por la Universidad de Navarra.

## Trayectoria profesional
Inició su carrera como becaria en la emisora local de Cadena SER. 
Tras trabajar en Pamplona Televisión, Radio Nacional de España y Telecinco, en 1999 se incorporó a Televisión Española en el Canal 24 Horas.
Sustituyó a Letizia Ortiz, actual Reina consorte de España, en el Telediario Segunda Edición, tras el anuncio del compromiso de Doña Letizia con Felipe VI de España, presentándolo junto a Alfredo Urdaci. 
Entre 2003 y 2006 presentó el Telediario del fin de semana junto a David Cantero. 
En marzo de 2006 ficha por La Sexta, donde condujo el espacio La actualidad en 2D y el programa de entrevistas y actualidad Sexto sentido junto a Mamen Mendizábal y Cristina Villanueva.
En 2016 publicó el libro La trastienda de un informativo.
Actualmente presenta La Sexta Noticias de las 14h.
En 2023 comenzó a presentar el programa '12 Líderes' en el segundo canal público vasco ETB2.

### Premios
Recibió su primer premio Antena de Oro en 2009 como presentadora de Noticias de las 14.00 horas de La Sexta.
Recibió su segunda Antena de Oro en 2017.